# Kentarō Ōi
Kentarō Ōi (大井 健太郎 Ōi Kentarō?, nacido el 14 de mayo de 1984 en Shizuoka) es un futbolista japonés que se desempeña como defensa.

## Trayectoria

### Clubes
| Club            | País  | Año         |
| --------------- | ----- | ----------- |
| Júbilo Iwata    | Japón | 2003 - 2010 |
| Shonan Bellmare | Japón | 2011        |
| Albirex Niigata | Japón | 2012 - 2015 |
| Júbilo Iwata    | Japón | 2016 - 2023 |

## Estadística de carrera

### J. League
| Club            | Año   | J. League | J. League | Copa J. League | Copa J. League | Total | Total |
| Club            | Año   | Part.     | Goles     | Part.          | Goles          | Part. | Goles |
| --------------- | ----- | --------- | --------- | -------------- | -------------- | ----- | ----- |
| Júbilo Iwata    | 2003  | 0         | 0         | 1              | 0              | 1     | 0     |
| Júbilo Iwata    | 2004  | 3         | 0         | 0              | 0              | 3     | 0     |
| Júbilo Iwata    | 2005  | 4         | 0         | 1              | 0              | 5     | 0     |
| Júbilo Iwata    | 2006  | 8         | 0         | 5              | 0              | 13    | 0     |
| Júbilo Iwata    | 2007  | 26        | 1         | 4              | 0              | 30    | 1     |
| Júbilo Iwata    | 2008  | 11        | 1         | 0              | 0              | 11    | 1     |
| Júbilo Iwata    | 2009  | 17        | 0         | 4              | 0              | 21    | 0     |
| Júbilo Iwata    | 2010  | 15        | 0         | 4              | 1              | 19    | 1     |
| Shonan Bellmare | 2011  | 36        | 2         | -              | -              | 36    | 2     |
| Albirex Niigata | 2012  | 14        | 0         | 4              | 0              | 18    | 0     |
| Albirex Niigata | 2013  | 33        | 2         | 1              | 0              | 34    | 2     |
| Albirex Niigata | 2014  | 33        | 1         | 4              | 0              | 37    | 1     |
| Albirex Niigata | 2015  | 27        | 2         | 9              | 0              | 36    | 2     |
| Júbilo Iwata    | 2016  | 30        | 1         | 2              | 0              | 32    | 1     |
| Júbilo Iwata    | 2017  | 32        | 5         | 0              | 0              | 32    | 5     |
| Total           | Total | 289       | 15        | 39             | 1              | 328   | 16    |